# 西茂森
西茂森（にししげもり）は、青森県弘前市の地名。西茂森一丁目から西茂森二丁目まである。郵便番号は036-8273。

## 地理
長勝寺に向けて伸びる通りに、多くの寺院が立ち並ぶ。町域の北部は南城西・南袋町、東部は茂森町、南部は茂森新町、西部は常盤坂・茜町に接する。

### 観光地
長勝寺に向けて伸びる通りに、長勝寺を含む33の曹洞宗の寺院が並び、禅林街と呼ばれる通りを形成。弘前市の観光地の一つである。

## 歴史
- 寛永末頃 – 茂森町からの入口に枡形が設けられ、長勝寺・耕春寺のほかに寺庵34と町屋6軒がある（津軽弘前城之絵図）。
- 慶安2年 – 長勝寺・耕春寺のほかに寺院33と門前5軒があり、周囲は桑・楮畑（弘前古御絵図）。
- 江戸期 – まだ町名自体が無く、町全体が長勝寺構と称する軍事的要衝で、隣接する茂森町との間に土居と空掘が築かれる。
- 明治3年 – 西茂森町となり、枡形は、取り払われる。町並みは江戸期から現在まで変化はほとんど無い。

### 沿革
- 江戸期 – 弘前城下の寺院街。
- 明治初年～明治22年 – 弘前を冠称。
- 明治3年 – 西茂森町になる。
- 1899年（明治22年） – 弘前市に所属。
- 1973年（昭和48年） – 西茂森町から現在の西茂森一～二丁目となり、一部が茂森新町二～三丁目になる。

## 施設

### 教育
- 昭三会なかよし保育園

### 福祉
- 鷹ヶ丘老人福祉センター

### 寺院（禅林街）
- 太平山長勝寺
- 嶺応山梅林寺（嶺應山梅林寺）
- 護国山萬蔵寺
- 黒長山福寿院（福壽院）
- 新岡山高徳院（高德院）
- 龍沢山嶺松院
- 石神山勝岳院（勝嶽院）
- 頓川山寿昌院（壽昌院）
- 種里山鳳松院
- 竜負山京徳寺（京德寺）
- 耕春山宗徳寺（宗德寺）
- 松種山正光寺
- 萬松山安盛寺
- 石流山川竜院（川龍院）
- 薬王山正伝寺（正傳寺）
- 金竜山盛雲院
- 金屋山永泉寺
- 梅峰山恵林寺（惠林寺）
- 長雲山藤先寺
- 白花山常源寺
- 白応山天津院
- 貴峰山月峰院
- 金華山泉光院
- 大浦山海蔵寺（海藏寺）
- 別処山宝積院（寶積院）
- 金沢山照源寺
- 三嶽山清安院（淸安院）
- 八重山長徳寺（長德寺）
- 金平山蘭庭院
- 赤倉山賽泉院
- 桜庭山光陽院
- 蟠竜山隣松院（鄰松院）
- 観音山普門院

### 工業
- 堀江組事務所

### 神社
- 弘前天満宮

### 教会
- 天理教岩木分教会

### その他
- 仏舎利塔 – 個人が管理していたが、現在は弘前市が管理。

## 世帯数と人口
2017年（平成29年）6月1日現在の世帯数と人口は以下の通りである。
| 丁目         | 世帯数  | 人口  |
| ------------ | ------- | ----- |
| 西茂森一丁目 | 56世帯  | 157人 |
| 西茂森二丁目 | 179世帯 | 414人 |
| 計           | 235世帯 | 571人 |

## 小・中学校の学区
市立小・中学校に通う場合、学区は以下の通りとなる。
| 大字         | 番地 | 小学校             | 中学校             |
| ------------ | ---- | ------------------ | ------------------ |
| 西茂森一丁目 | 全域 | 弘前市立朝陽小学校 | 弘前市立第四中学校 |
| 西茂森二丁目 | 全域 | 弘前市立朝陽小学校 | 弘前市立第四中学校 |

## 交通
- 弘南バス

茂森町、茂森南口（弘前バスターミナル – 相馬・藍内・ロマントピア線、他）停留所。

## エピソード
伊丹十三監督の映画『お葬式』の公開当時、当地の禅林街に「お葬式」と大きく書かれたポスターが一斉に貼られた。